# Stanisław Lewandowski
Stanisław Lewandowski (ur. 10 kwietnia 1920 w Chełmży, zm. 29 sierpnia 1989 tamże) – żeglarz, trener żeglarskiej kadry narodowej i działacz żeglarski, w czasie II wojny św. operator filmowy w II Korpusie Polskim gen. Andersa we Włoszech.

## Życiorys

### Lata II Rzeczypospolitej
Urodził się 10 kwietnia 1920 r. w Chełmży w rodzinie robotniczej. Jego ojciec, Józef Lewandowski, pracował jako majster w Cukrowni „Chełmża”.
Od wczesnych lat szkolnych przejawiał zainteresowanie żeglarstwem, do czego przyczyniła się duża popularność tego sportu na przyległym Jeziorze Chełmżyńskim. W 1929 r. wstąpił do IV Pomorskiej Drużyny Żeglarskiej im. Ignacego Paderewskiego, działającej przy gimnazjum chełmżyńskim od 1928 r. W 1930 r. wystartował jako szotman z drużynowym Nikodemem Nowickim w regatach o mistrzostwo Chełmży. W 1932 r. zdobył stopień wioślarza, w 1933 r. żeglarza śródlądowego, a w 1936 r. sternika śródlądowego. Jako świeżo upieczony sternik, wraz z innymi żeglarzami z chełmżyńskiej drużyny harcerskiej, wziął udział w zawodach w Charzykowach i zdobył wicemistrzostwo chorągwi na jachtach z ożeglowaniem bermudzkim.
Po ukończeniu szkoły podstawowej był uczniem Państwowego Gimnazjum Humanistycznego w Chełmży (do 1937 r.), a następnie (lata 1937–1939) uczęszczał na kursy maturalne przy Państwowym Gimnazjum im. Kopernika w Toruniu. Wtedy też, pracując jako laborant fotograficzny w jednym z toruńskich zakładów, narodziła się u niego pasja do fotografii.
W 1937 r. uzyskał uprawnienia instruktora żeglarstwa po kursie zorganizowanym w Ośrodku Kierownictwa Drużyn Żeglarskich Harcerstwa w Niesłuczy nad jeziorem Narocz w woj. wileńskim (obecnie w północno-zachodniej Białorusi). Po powrocie z kursu wystartował w mistrzostwach żeglarskich Chorągwi Pomorskiej Harcerstwa w Charzykowach zajmując 2. miejsce w klasie jachtów 2-osobowych o pow. żagla do 12 m². Następnie poświęcił się wyczynowym treningom na Jeziorze Chełmżyńskim, a także szkolił harcerzy w Ośrodku Żeglarskim w Charzykowach. W 1938 r. wziął udział w rejsie szkolnym Gdynia-Kłajpeda-Ryga-Sztokholm-Gdynia na trójmasztowym szkunerze harcerskim Zawisza Czarny, a następnie na jachcie harcerek Grażyna zdał egzamin na sternika morskiego. Od sierpnia do września 1938 r. pracował w Ośrodku Pomorskiej Chorągwi Harcerskiej w Charzykowach w jako instruktor żeglarstwa.

### Lata II wojny światowej
W momencie wybuchu wojny Stanisław Lewandowski mieszkał w Chełmży z ojcem. Początkowo zmuszono go do pracy dla lokalnie zamieszkałego Niemca Bauera, następnie w latach 1940–1941 został wywieziony do obozu pracy w Gdańsku Wrzeszczu, gdzie pracował jako pomocnik murarski. Po stwierdzeniu przez lekarza choroby serca wrócił do Chełmży i od 1942 r. do stycznia 1944 r. pracował w Cukrowni „Chełmża” jako pomocnik – elektryk.
W styczniu 1944 r. ożenił się i jeszcze pod koniec tego samego miesiąca wcielono go przymusowo do armii niemieckiej. Przerzucony wraz z 30 innymi chełmżanami do Épinal we Francji służył tam jako strażnik sądu marynarki wojennej. Dzięki znajomości j. francuskiego zdobył kontakt z francuskim ruchem oporu i 1 września 1944 r. uciekł z jednostki z kolegą Schuskim do oddziału partyzanckiego Francuskich Sił Wewnętrznych. Niemcy zaocznie wydali na nich wyrok śmierci i rozpoczęli poszukiwania, podczas gdy zbiegowie ukryli się w wiosce Lamenil, w gospodarstwie prowadzonym przez Francuza belgijskiego pochodzenia Alfonsa Thiry.
Po oswobodzeniu przez aliantów pod koniec września 1944 r. przerzucono go do polskiego obozu zbiorczego w Marsylii, a stamtąd do Neapolu, gdzie trafił do II Korpusu Polskiego gen. Władysława Andersa we Włoszech. Został przydzielony do oddziału kultury i prasy, którego dowódcą był znany polski reżyser filmowy Michał Waszyński. W korpusie z początku pełnił funkcję asystenta operatora filmowego, następnie samodzielnego operatora i korespondenta wojennego. Z II Korpusem przeszedł szlak bojowy aż do bitwy o Bolonię.

### Od końca II wojny światowej do powrotu do Polski
Po zakończeniu wojny grupę operatorów, w tym Stanisława Lewandowskiego skierowano do Rzymu, skąd w okresie od czerwca 1945 r. do marca 1946 r. podróżowali po kraju i wykonywali dokumentację fotograficzną i filmową z najbardziej znanych miejsc kampanii włoskiej. Stanisław Lewandowski, wówczas ps. „Stolik”, obok setek zdjęć nakręcił wraz z kolegą T. Bortnowskim również kilka filmów, m.in. „Drogę na Rzym”. W tamtym czasie poznał m.in. pisarza i publicystę Melchiora Wańkowicza, autora dzieła „Bitwa o Monte Cassino” oraz będącego u progu światowej sławy włoskiego reżysera Vittorio De Sica.
Większość materiałów fotograficznych i filmów autorstwa Stanisława Lewandowskiego zrealizowanych we Włoszech znajduje się w Archiwum Instytutu Polskiego i Muzeum im. gen. Sikorskiego w Londynie. Część zdjęć z okresu wojny można również znaleźć w pracy zbiorowej Wydawnictwa „Arkady” z 1972 r. pt. „Polscy filmowcy na frontach II wojny światowej” oraz w albumie Juliusza L. Englerta i Krzysztofa Barbarskiego pt. „Generał Anders” wydanym przez Instytut Polski i Muzeum im. gen. Sikorskiego w Londynie w 1989 r.
Nie zapominając o swoim żeglarskim powołaniu wystartował w 1946 r. we włoskich regatach morskich „Copa Stefani” (San Giorgio – Rimini) na jachcie o pow. żagla 32 m², zajmując w swojej grupie 8. miejsce.
W czerwcu 1946 r. żołnierzy 2 Korpusu Polskiego gen. Władysława Andersa przerzucono do Marsylii we Francji, a stamtąd trzy miesiące później koleją do portu w Calais i dalej statkiem do Anglii, gdzie na jesień 1946 r. Stanisław Lewandowski został zdemobilizowany. Słysząc jednak o wrogim stosunku nowych Polskich władz do żołnierzy walczących na zachodzie, nie od razu zdecydował o powrocie do kraju. W maju 1947 r. wystartował jeszcze w rozgrywanych na Tamizie w Londynie regatach żeglarskich armii alianckich stacjonujących w Anglii, gdzie w klasie olimpijskiej jako reprezentant 2 Korpusu Polskiego zajął 10. miejsce na 32 reprezentacje aliantów.

### Lata 1947–1949.
7 czerwca 1947 r. wrócił do ojczyzny. Wykorzystując doświadczenie filmowca i kontakty w branży filmowej, na krótko zaangażował się w Przedsiębiorstwie Państwowym Film Polski w Łodzi. Nakręcił wtedy m.in. film dokumentalny o cukrowni w Chełmży. W 1948 r. powrócił do swojego rodzinnego miasta i objął stanowisko w urzędzie skarbowym. Postanowił jednocześnie kontynuować tradycje żeglarskie na Jeziorze Chełmżyńskim. W tym samym roku w miejsce rozwiązanej harcerskiej drużyny żeglarskiej powstała w Chełmży przy Kole Sportowym „Skarbowiec” sekcja żeglarska, do zarządu której wszedł Stanisław Lewandowski, Marian Rydlewski i Stefan Wiśniewski jako jej kierownik. Członkowie sekcji jeszcze w tym samym roku zorganizowali pierwsze po wojnie regaty „O Błękitną Wstęgę Jeziora Chełmżyńskiego”, które wygrał członek Żeglarskiej Drużyny Harcerskiej Feliks Meger przed Stanisławem Lewandowskim.
W 1949 r. przyjął posadę kierownika działu ekonomicznego w Zakładach Galanteryjnych „Koliber” w Chełmży i założył tam z Janem Bocianem przyzakładowe Koło Sportowe „Unia”. W krótkim czasie Koło zostało przekształcone w Klub Sportowo-Turystyczny „Włókniarz”, natomiast sekcja żeglarska „Skarbowiec” została rozwiązana. Stanisław Lewandowski pracował w klubie jako trener, ale również startował jako zawodnik – w roku 1951 zdobył wicemistrzostwo Pomorza w klasie „Star”. W tym samym roku na mistrzostwach Polski uzyskał kwalifikacje do kadry narodowej w klasie jednoosobowej, a wraz z Feliksem Magerem wygrał na jachcie „Star” ogólnopolskie regaty „O Błękitną wstęgę Mamr”. Za to zwycięstwo klub „Włókniarz” otrzymał z CRZZ (Centralnej Rady Związków Zawodowych) w nagrodę dwa jachty kl. „H” (Hetka – poprzednik Omegi).
W tamtym okresie zaczął też sam budować jachty klasy „Cadet”. Cadety S. Lewandowskiego łatwo było rozpoznać, gdyż na dziobie miały znak słonia (sam Stanisław Lewandowski miał pseudonim „słoń”). Pod koniec lat 50. jako ceniony szkutnik brał udział w udoskonalaniu konstrukcji Cadeta, w których to pracach uczestniczyły również ośrodki żeglarskie w Warszawie, Poznaniu, Gdyni, Szczecinie.

### Lata 50.
W 1954 r. po kursach trenerskich w Giżycku i Wrocławiu zdał egzamin na trenera żeglarstwa II klasy. W 1955 r. jako reprezentant Polski wystartował w turnieju żeglarskim NRD – Węgry – Polska w Olsztynie i zajął 9. miejsce w klasie Finn. W tej samej klasie w 1956 r. wywalczył mistrzostwo województwa bydgoskiego i zdobył 4. miejsce w mistrzostwach Polski. Natomiast na pierwszym miejscu w tych mistrzostwach, podobnie jak rok później, uplasował się kolega klubowy z „Włókniarza” Zygmunt Twardowski, trener kadry narodowej w klasie Finn w latach 1965–1970. W 1957 r. Stanisław Lewandowski reprezentował Polskę w międzynarodowych regatach „Bałtycka Niedziela” w Rydze, gdzie zajął 13. miejsce.
W odpowiedzi na duże zainteresowanie żeglarstwem nad Jeziorem Chełmżyńskim i sukcesy zawodników „Włókniarza” w latach 50., założył w sezonie 1959–1960 wraz z Edmundem Jurkiewiczem jedną z pierwszych w Polsce młodzieżową szkółkę żeglarską. Przyjmowani do niej byli uczniowie szkół podstawowych, a ich trenowaniem zajmował się Stanisław Lewandowski. W dowód uznania za założenie szkółki, na wniosek Komisji Młodzieżowej PZŻ klub otrzymał 3 łodzie klasy Cadet.
Szkółka żeglarska istniała przy klubie „Włókniarz” przez 36 lat, aż do 1996 r. Od początku jej wychowankowie odnosili sukcesy – już w 1960 r. Jerzy Makuracki zdobył brązowy medal w mistrzostwach Polski w klasie Finn, a dwa lata później Czesław Lewandowski (syn Stanisława) brał udział w Mistrzostwach Świata w Anglii w klasie Cadet i zdobył 9. miejsce, co było nie tylko wielkim sukcesem, ale również pierwszym występem zawodnika chełmżyńskiego klubu w zawodach tak wysokiej rangi. Stanisław Lewandowski w zawodach tych pełnił rolę kierownika ekipy.

### Lata od 1960 do 1989.
W 1960 r. objął stanowisko kierownika działu ekonomicznego w fabryce papy w Chełmży i wycofał się z czynnego współzawodnictwa w zawodach, jednak kontynuował pracę wychowawczo-szkoleniową w klubie. Zawodnicy „Włókniarza” zdobywali liczne trofea na zawodach w kraju i za granicą. Wśród czołowych wychowanków należy wymienić Czesława, Jerzego, Marka i Adama Lewandowskich (synowie Stanisława Lewandowskiego), Kazimierza Lewandowskiego, Benedykta Majchrzaka, Marka Krzywdzińskiego, Tomasza Kulpińskiego, Jana Demskiego.
W 1970 r. został trenerem kadry narodowej juniorów przy PZŻ, a w 1975 r. również kadry seniorów. W działalności trenerskiej i wyjazdach zagranicznych pomagała mu biegła znajomość 3 języków, co było w owych czasach rzadkością. W 1976 r. przyjął propozycję pracy w charakterze trenera żeglarstwa w Elektroniku Rybnik i K.G. R.O.W. Rybnik, gdzie pracował do wiosny 1978 r., kiedy to został trenerem koordynatorem w Wojewódzkiej Federacji Sportu w Toruniu. W tym samym roku nabawił się kontuzji kolana i zagrożony amputacją nogi wrócił do Chełmży. Szczęśliwie udało się zaleczyć kontuzję i w 1983 r. pojechał jeszcze do Rybnika na okres 2 lat trenować młodych żeglarzy. Ostatnie lata życia, od 1986 r. do 1989 r., poświęcił na pracę w klubie chełmżyńskim, będąc jednocześnie trenerem kadry narodowej i kierownikiem ekipy polskiej w mistrzostwach Europy i mistrzostwach świata.
Zmarł 29 sierpnia 1989 r.
Stanisław Lewandowski za swoją działalność żeglarską otrzymał wiele wyróżnień i odznaczeń, m.in. odznakę „Za Zasługi dla Województwa Toruńskiego”, „Złoty Krzyż Zasługi” oraz złote odznaki „Zasłużonego Działacza Kultury Fizycznej” i „Zasłużonego Działacza Żeglarstwa Polskiego”. W roku 1979 został wpisany do Honorowej Księgi Zasłużonych dla Miasta Chełmży, a pośmiertnie 12 lipca 2001 r. uchwałą Rady Miasta Chełmży ponownie przyznano mu tytuł „Zasłużonego dla Miasta Chełmży”. Od roku 1991 do 2010 odbywały się na Jeziorze Chełmżyńskim regaty pod nazwą „Memoriał Żeglarski im. Stanisława Lewandowskiego”.